# Martin Gilbert (ciclista)
Martin Gilbert (Châteauguay, Quebec, 30 d'octubre de 1982) és un ciclista canadenc, ja retirat, que fou professional entre el 2006 i el 2012. Va combinar la carretera amb la pista. Del seu palmarès destaca un Campionat Panamericà en ruta. El 2008 va prendre part, sense sort, en els Jocs Olímpics d'Estiu.

## Palmarès en ruta
- 2003
  -  Campió del Canadà sub-23 en ruta
- 2005
  - Vencedor d'una etapa al Tour de Beauce
- 2007
  - Campió Panamericà en ruta
- 2009
  - Vencedor d'una etapa a la Volta a Cuba
  - Vencedor d'una etapa a la Tour de Missouri
- 2010
  - Vencedor de 2 etapes a la Volta a Cuba
  - Vencedor de 2 etapes a la Volta a l'Uruguai